# Opinan
Opinan (Schots-Gaelisch: Na h-Òbaidhnean) is een vissersdorp ten zuiden van Port Henderson in de Schotse lieutenancy Ross and Cromarty in het raadsgebied Highland.